# Aleurocanthus t-signatus
Aleurocanthus t-signatus is een halfvleugelig insect uit de familie witte vliegen (Aleyrodidae), onderfamilie Aleyrodinae.
Aleurocanthus t-signatus is voor het eerst wetenschappelijk beschreven door Maskell in 1896.